# 森本一久
森本一久（1560年—1612年7月9日）是日本安土桃山時代至江戶時代前期武將。幼名力士。通稱森本儀太夫（或森本義太夫）。父親是攝津國國人森本一慶。加藤十六將之一。

## 生平
在永祿3年（1560年）出生。在年輕時期就仕於加藤清正，與飯田直景、庄林一心並稱為「加藤家三傑」，為家中重臣。在向朝鮮出兵之際（文祿慶長之役），於第二次晉州城攻防戰中與飯田直景一同以被稱為龜甲車的裝甲車破壞城池的石垣，與在黑田長政配下的後藤基次爭功，最後取得一番乘（第一人攻進城中），因為此功而被豐臣秀吉賜予「義」字。在慶長17年（1612年）死去。享年52歲。
嫡子一友是被稱為加藤家二十四將之一的武勇之士，在鎮壓天草一揆時立下武名。在加藤家改易後，在細川氏熊本藩仕官並得到5千1百石。次男一房在柬埔寨吳哥窟寫字而廣為人知。

## 人物
- 擅長土木建設，在隈本城和江戶城築城時發揮才能。